# ITN
A Vannak Ilyen Emberek (bolgár neve: Има Такъв Народ rövidítése ИТН, latin betűkkel: ITN) egy harmadikutas politikai párt Bulgáriában. 2019 tavaszán hozták létre, alapítója Szlavi Trifonov bolgár énekes és színész. Megalakulása után Trifonov lett a párt új elnöke. A párt 24,08%-os eredményt elérve megnyerte a 2021. júliusi előrehozott parlamenti választást, ám a novemberi újabb választáson már csak mérsékelt sikert aratott.

## Választási eredmények
| év   | szavazatarány | mandátumszám | szavazatszám | státusz     |
| ---- | ------------- | ------------ | ------------ | ----------- |
| 2021 | 9,39%         | 25           | 249 726      | kormánypárt |

## Külső hivatkozások
- honlap